# Ardisia racemosopaniculata
Ardisia racemosopaniculata là một loài thực vật có hoa trong họ Anh thảo. Loài này được Mez mô tả khoa học đầu tiên năm 1906.